# 博報堂
株式会社博報堂（はくほうどう、英: Hakuhodo Inc.）は、東京都港区赤坂に本社を置く日本の大手広告代理店である。博報堂DYホールディングス傘下の完全子会社で、博報堂DYグループの1つ。

## 概要

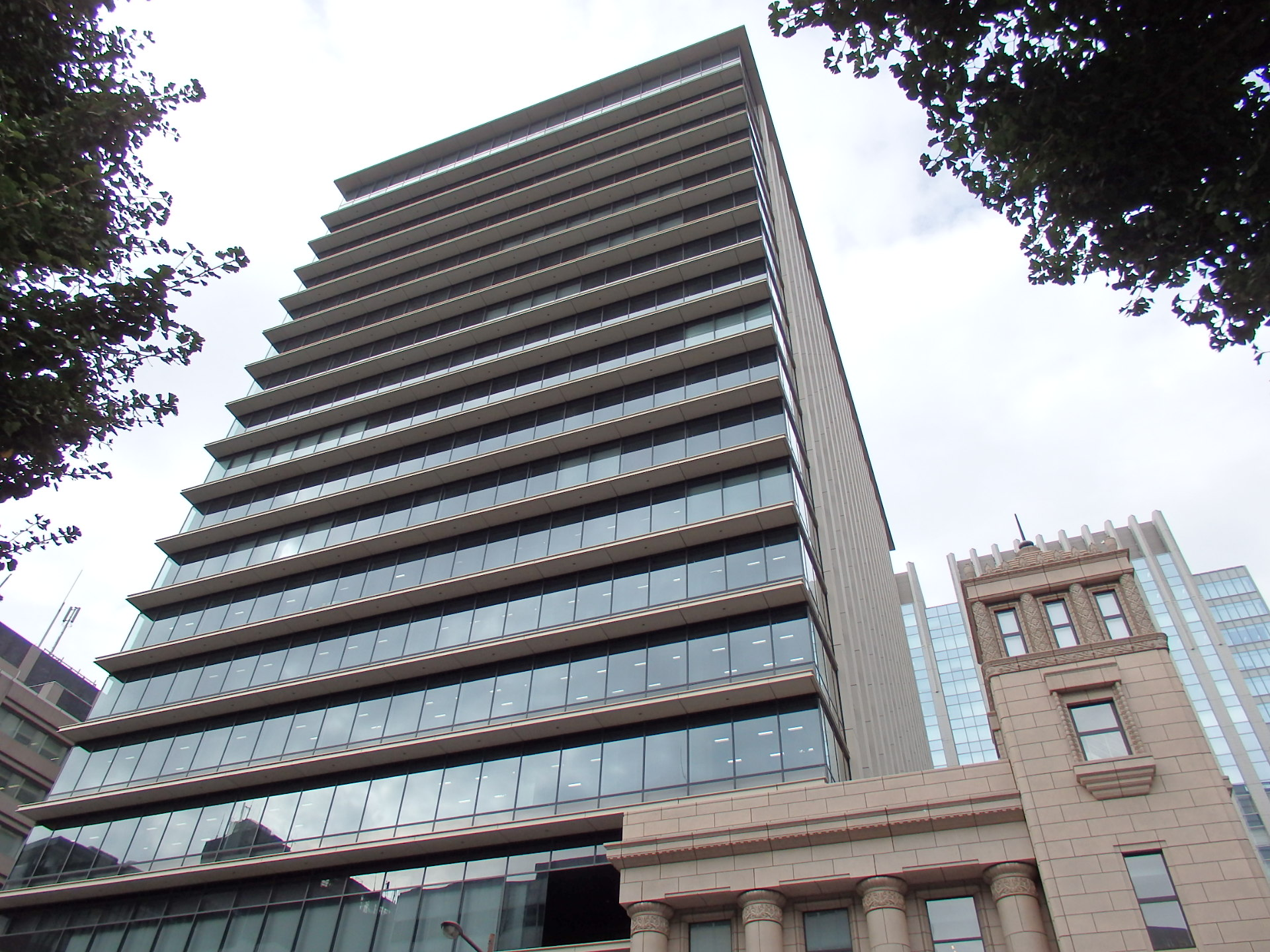
テラススクエア

1895年10月、教育雑誌の広告取次店として創業。廣告社（1888年創業）と並び日本の広告黎明期から活動を続ける広告代理店である。
2003年10月、同業の大広と読売広告社との経営統合により、博報堂DYホールディングスを設立。業界首位の電通と合わせて、広告代理店の二大巨頭という意味で「電博（でんぱく）」と総称されている。しかし近年は、大規模な海外広告会社を傘下に加えている電通との差は広がりを見せている。
また経営統合に伴い、大広、読売広告社とともにメディア事業部門を、博報堂DYメディアパートナーズに統合した。
2008年5月、赤坂サカスにある赤坂Bizタワー内に本社を移転。先に移転を完了していた博報堂DYメディアパートナーズとの連携を強めた。その後もグループ企業が赤坂に集結している。

かつてはマッキャンエリクソンと業務提携を行っていた。現在は、オムニコム系列のTBWAとの合弁会社「TBWA\HAKUHODO」を東京に設立。

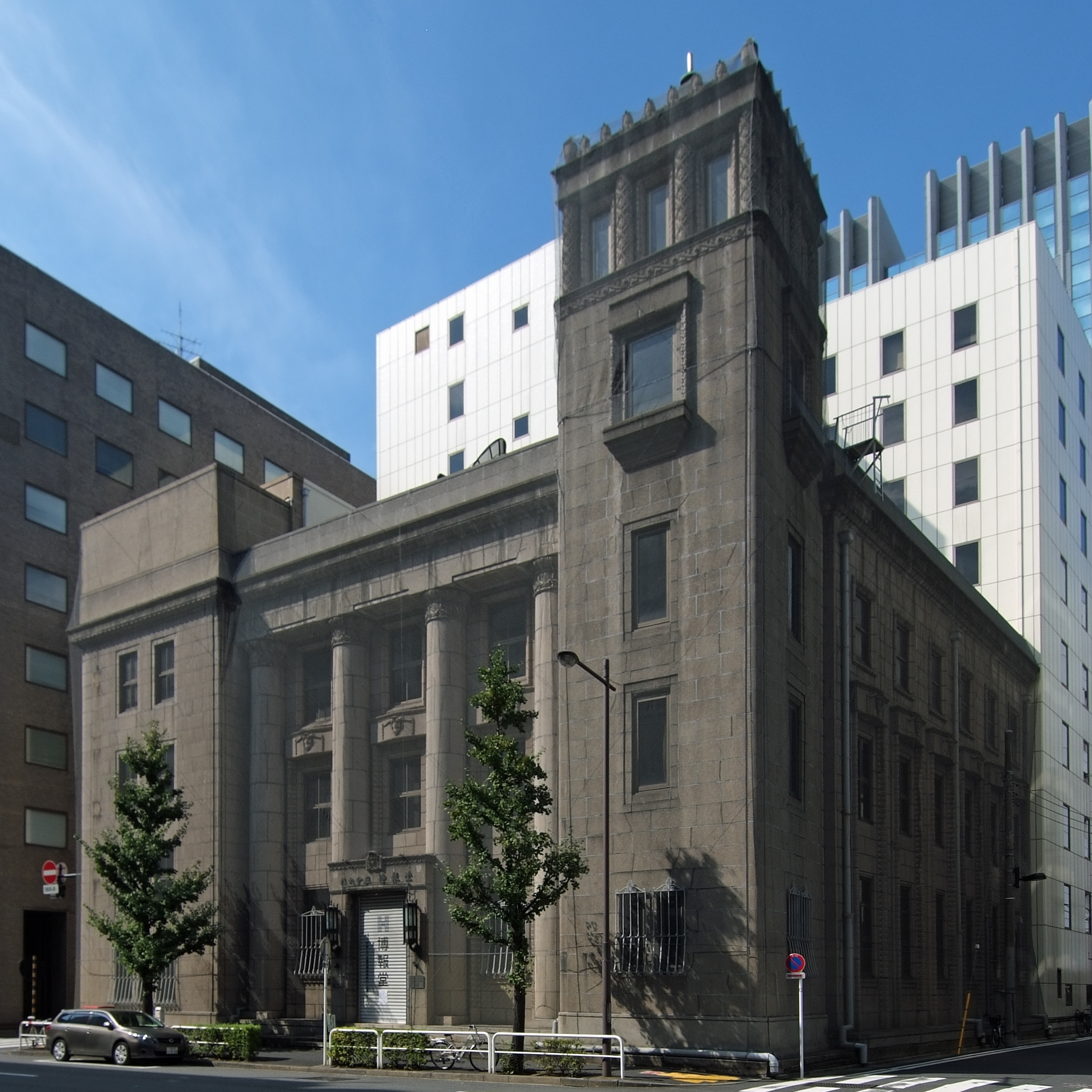
神田錦町の博報堂旧本社

## 沿革
- 1895年10月 - 瀬木博尚によって創業。社名の由来は、瀬木の経営理念「博く、華客に奉仕報酬する」から。
- 1914年10月 - 本社を神田区錦町に移転。
- 1924年2月11日 - 株式会社に改組。瀬木博尚、初代取締役社長に就任。
- 1930年6月 - 新社屋（錦町本館）竣工。
- 1948年9月 - 「博報堂月報」を発刊（のちに「広告」と改題）。
- 1950年8月 - 株式会社内外通信社博報堂に商号変更。
- 1955年4月 - 株式会社博報堂に商号変更。
- 1957年6月 - 得意先ごとのグループ制を採用。AE（アカウント・エグゼクティブ）という概念を導入。
- 1960年1月 -「博報堂宣言」を発表。
- 1981年9月 -「生活者の視点に立つ」発想を明示し、博報堂生活総合研究所を設立。
- 1982年6月 - 松下電器（現・パナソニックホールディングス）のCM「光のメニュー」が、カンヌ国際広告祭でグランプリ受賞。
- 1991年5月 -「グランド・デザイン・パートナー」宣言。
- 1993年6月 - カンヌ国際広告祭で、日清食品のカップヌードル「hungry?モア」篇、「hungry?シンテトケラス」篇でフィルム部門グランプリ。
- 1995年7月 - 社長の東海林が「3P戦略」と「MD（マーケットデザイン）戦略」を示す。博報堂100周年を記念してロゴが作られた。
- 2001年10月26日 - 大広と読売広告社との間で、業務提携契約を締結。
- 2002年5月 -「パワーブランド・パートナー」宣言。
- 2002年12月2日 - 大広と読売広告社の間で、共同持株会社の設立による経営統合に合意。
- 2003年6月 - カンヌ国際広告祭50周年記念式典にて特別賞を受賞。
- 2003年10月1日 - 大広と読売広告社との共同持株会社として、博報堂DYホールディングスを設立。
- 2008年5月1日 - 本社を赤坂サカス内赤坂Bizタワーに移転。新しいグループマークとロゴを導入。
- 2014年4月 - 博報堂DYメディアパートナーズとの合同ビジョン制定。
- 2019年7月 - 新しいVIセンタードットを導入。
- 2023年2月 - 博報堂、READYFORおよびYahoo! JAPAN SDGsと共同で、SDGs視点で商品・サービスの開発を支援するプログラム「Social Booster™」提供開始。
- 2025年2月1日 - 国内大手アプリ開発会社のアイリッジと共同アプリ開発会社として、HAKUHODO BRIDGE[注釈 1]を設立[4][5]。
- 2025年2月14日 - 国内最大手のシステムインテグレーターのNTTデータと共同ITコンサルティング会社として、HAKUHODO ITTENI[注釈 2]を設立[6]。
- 2025年4月1日 - 博報堂DYメディアパートナーズを統合（事実上の吸収合併）[7]。
- 2025年4月1日 - 博報堂グループのコンタクトセンター事業の統括会社（中間持株会社）として、博報堂CSグループを設立[8]。

神田錦町の旧本社ビルは1930年竣工（後年増築）、岡田信一郎設計の様式建築であった。2009年には近隣地権者との共同再開発に伴い取り壊されたが、その後、複合ビル「テラススクエア」内に外観が再現された。

## 歴代社長・会長
| 期間       | 期間       | 社長     | 会長     |
| ---------- | ---------- | -------- | -------- |
| 1895年10月 | 1938年12月 | 瀬木博尚 | なし     |
| 1939年1月  | 1965年12月 | 瀬木博信 | なし     |
| 1966年1月  | 1972年12月 | 瀬木庸介 | 瀬木博政 |
| 1973年1月  | 1975年6月  | 福井純一 | 瀬木博政 |
| 1975年7月  | 1983年11月 | 近藤道生 | 瀬木博政 |
| 1983年12月 | 1994年1月  | 磯邊律男 | 近藤道生 |
| 1994年2月  | 2000年1月  | 東海林隆 | 磯邊律男 |
| 2000年2月  | 2003年9月  | 宮川智雄 | 東海林隆 |
| 2003年10月 | 2010年5月  | 成田純治 | 宮川智雄 |
| 2010年6月  | 2017年4月  | 戸田裕一 | 成田純治 |
| 2017年4月  | 2025年4月  | 水島正幸 | 戸田裕一 |
| 2025年4月  | 現在       | 名倉健司 | 水島正幸 |

## 企業体質
- 創業者の瀬木家は、現在も博報堂DYホールディングスの大株主である。また、経営トラブルの後に大蔵省（当時）出身の国税庁長官が2代続けて社長となったことがあった。
- 無借金経営でも知られており、格付投資情報センターの信用格付においてA+を獲得している[10]。自社ビルは所有していない。2008年5月には、芝浦や汐留に分散していたグループを赤坂サカス内赤坂Bizタワーに集めている。また、関連会社の博報堂プロダクツなどは豊洲に集合している。
- 博報堂のCC（コーポレートコミュニケーション）局の中に、企業の情報危機を管理する部門が存在する。雪印事件を契機として設置された部署であり、クライアント企業で不祥事などの問題が発生した際の、経営陣によるマスコミ対応や消費者対応などをナレッジパッケージとしてクライアントに提供している。

## 制作陣と賞
- 大貫卓也をはじめ、箭内道彦や佐藤可士和、佐野研二郎など数多くの著名なクリエイターを輩出（既にこの4人は退社）。
- カンヌ国際広告祭でグランプリを2度受賞したことがあるため、2003年にカンヌ国際広告祭事務局から特別賞を贈られている[11]。受賞は広告代理店では世界で7社、アジアでは博報堂1社であり、「クリエイティブの博報堂」とも呼ばれた。その後一時期は広告賞の受賞数が低迷したが、現在では再び盛り返している[12][13]。
- 1994年、多摩美術大学卒の元アートディレクター、東海林隆が代表取締役社長に就任。現在の博報堂DYホールディングス代表取締役社長・戸田裕一、博報堂DYメディアパートナーズ代表取締役社長・佐藤孝はともに制作局コピーライター出身。
- 1948年より、広告文化の創造と発展を目的として雑誌『広告』を不定期に出版している[14][15]。

## 制作に関わった主な作品
- アサヒビール「スーパードライ」
- フロムエー
- タワーレコード「NO MUSIC, NO LIFE.」
- サントリー食品インターナショナル（サントリーフーズ）「伊右衛門」
- ソニーPlayStation
- ガメラ平成シリーズ3部作
- Jリーグ
- スポーツ振興くじ
- Qoo
- 暴君ハバネロ
- KDDI（au）「LISMO」
- 花王「アジエンス」
- 花王カワイイをつくる.com
- 日産自動車
- 本田技研工業
- マツダ
- ダイハツ工業[注釈 3]
- としまえん
- はねるのトびら×NISSAN
- 表参道akarium
- 綾鷹
- MidTown Project
- チーム・マイナス6%
- TAP TOKYO
- 2005年日本国際博覧会（愛・地球博） - 日立グループ館
- 日本生命「セ・パ交流戦」
- 書店アプリサービス 「まいどく」
- プレミアムフライデー
- ブラックフライデー
- イオンカード「欅坂46キャンペーン」
- NTT docomo「あなたと未来を変えていく」
- 2025年日本国際博覧会（大阪・関西万博）

## 不祥事・諸問題

### 不正経理問題
1973年の博報堂関連会社の増資をめぐり、瀬木博政会長が福井純一社長らを不正経理を行ったとして告発。社長らが商法違反（特別背任）、業務上横領などに問われた（特別捜査部#東京地方検察庁特別捜査部参照）。1979年7月23日、東京地方裁判所は「企業に与えた損害は大きいが、既に和解が成立している」として元社長らに対して執行猶予付きの有罪判決を言い渡した。

### 郵便料金割引制度の不当利用
2008年11月、障害者団体の定期刊行物に適用される郵便料金割引制度を不当に利用し、家電量販店企業のベスト電器のチラシを2年半にわたり計約1100万通送っていたことが判明した。顧客から「問題があるのでは」と告発、指摘を受け取りやめた。この制度は博報堂の関連会社であった博報堂エルグ（福岡県本拠・2009年9月30日営業停止）により提案された。その後、大阪地検特捜部によって翌年春にこの事案に関与した幹部らが逮捕・起訴された。これを受けて内部処分も同時に行われた

### 雇い止めをめぐる訴訟
同社九州支社に嘱託社員として勤務していた女性が、2018年4月に無期雇用転換を申請できることになっていたが、同社はその前年の2017年12月に、次年度以降の雇用契約を更新しないことを女性に伝えた。女性は社員としての地位確認を求め福岡地方裁判所に提訴。2020年3月17日に同地裁は女性の訴えを認め、雇用を継続した上で、雇い止めの翌月に当たる2018年4月から判決確定日までの賃金と賞与を支払うよう命じる判決を言い渡した。

### 2020東京五輪・パラ大会運営費の中間搾取問題
2020東京五輪・パラ大会開会直前の2021年6月7日、JOCの経理部長が都営地下鉄浅草線中延駅で電車に飛び込み逝去した。折しも、東京五輪・パラ大会の大会運営業務委託に絡み、東急エージェンシー、ADK、博報堂、そして電通など大手広告代理店数社やフジクリエイティブコーポレーション、人材派遣会社パソナによる、「日給35万」といった人件費や管理費名目の多額にのぼる「中抜き」（中間搾取、丸投げやピンハネ）が表面化しており、様々な推察や憶測を呼んだ。

### 2020年東京五輪テスト大会をめぐる独占禁止法違反疑惑
2022年11月28日、市民団体の告発によって東京地検特捜部と公正取引委員会により、2020東京五輪・パラ大会組織委員会が発注したテスト大会実施計画立案業務に関わる入札談合（独占禁止法違反）の疑いがあるとして家宅捜索を受けた。なお、同年11月25日、東京地検特捜部と公正取引委員会は独禁法違反（不当な取引制限）の疑いで、電通本社ビル、イベント制作会社「セレスポ」（東京都豊島区）など関係先の家宅捜索を行った。11月28日には、博報堂、東急エージェンシー、イベント制作会社「セイムトゥー」（東京都千代田区）、フジクリエイティブコーポレーションなどを、翌11月29日には電通ライブ、ADKマーケティング・ソリューションズ、イベント制作会社「シミズオクト」（東京都新宿区）及び「トレス」（東京都中央区）などを家宅捜索した。2023年2月28日、東京地検特捜部は博報堂など法人6社と博報堂DYスポーツマーケティングの社長や元大会組織委員会大会運営局次長など7人を独占禁止法違反の罪で起訴した。
2024年7月11日、東京地裁は博報堂に罰金2億円、博報堂DYスポーツマーケティングの前社長に懲役1年6月、執行猶予3年の判決を言い渡した。24日、博報堂と前社長は判決を不服として控訴した。2025年5月8日、東京高裁は一審判決を支持し、博報堂と前社長の控訴を棄却した。同月19日、博報堂と元社長は判決を不服として上告した。
同年6月23日、公正取引委員会は博報堂など8社の独占禁止法違反（不当な取引制限）を認定し、再発防止を求める排除措置命令を出した。うち7社に総額約33億円の課徴金納付を命じた。うち、博報堂の課徴金額は4億9448万円。

### ジャニー喜多川性加害報道記事の非掲載
2023年4月3日、博報堂は同社が発行する雑誌『広告』の記事でジャニー喜多川性加害問題をいったん取り上げたが、「ビジネスパートナーであるジャニーズ事務所への配慮の観点から、博報堂広報室長の判断により一部表現を削除しています」として掲載を見送った。

### サントリーら複数社への過大請求問題
2023年11月27日、博報堂はサントリーなどから受注した広告制作費について、事前に決めていた代金より過大に請求していたと発表した。博報堂は過大請求の金額を明らかにしていないが、サントリー側と返納に向けて協議しているという。
2024年6月14日、上記のサントリーとサントリー食品インターナショナルへの不適切請求問題に関する外部専門家による調査委員会からの報告書を受領。その中で、さらにもう1社に対しての不適切請求が発覚した（社名や金額は非公表）。この状況を踏まえて、戸田裕一会長や水島正幸社長、担当役員の報酬返上や、解職、降格などの処分を決めた。

### 電気・ガス負担軽減補助金事業の中間搾取問題
2024年11月、経済産業省資源エネルギー庁は電気やガス料金の高騰に対し、値引きをした小売業者などに補助金を出す事業を実施。2022年、博報堂は同補助金事業の事務局業務を319億円で受託し、227億円（71.2%）分を子会社の博報堂プロダクツなどに委託、博報堂プロダクツは186億円（81.7%）分を別会社に再委託、さらに9億円分が複数の会社に再々委託されていた。
2020年のコロナ禍での電通による中抜き（中間搾取、丸投げ・ピンハネ）問題を受けて、経産省では50%超の委託をする場合に相手先に理由書の提出等を求める内規があったが、同件では博報堂が相見積もりもとらずに委託や再委託などで丸投げし、エネ庁も必要な審査をせずに承認していたことが明らかとなり、費用が不当に算出された可能性が指摘されている。また、双方とも理由書や承認記録等の具体的記録を残していないことが、会計検査院の調査で明らかとなっている。

## 博報堂出身の著名人
- 梅田晴夫（劇作家）
- 逢坂剛（直木賞作家）
- 工藤直子（詩人、児童文学作家）
- 天野祐吉（評論家）
- 五十嵐壮太郎（ドリパス創業者）
- 酒井順子（エッセイスト）
- 川又千秋（作家）
- 高平哲郎（編集者、評論家）
- 木坂涼（詩人、児童文学作家、翻訳家）
- 竹中あこ（歌手、通訳、エッセイスト）
- 田名網敬一（イラストレーター）
- 難波功士（関西学院大学社会学部教授）
- 野村豊和（柔道家・ミュンヘン五輪金メダリスト。甥にアテネ五輪・金メダリスト野村忠宏）
- おかざき真里（漫画家）
- 長谷部健（渋谷区長）
- 秋原正俊（映画監督）
- 杉山すぴ豊（映画ライター）
- 生島淳（スポーツライター）
- 王理恵（タレント、野菜ソムリエ）
- 菊地広哉（インターナショナル・マネジメント・グループ日本支社代表）
- 佐々木大輔（freee創業者・社長）
- 藤岡真（ミステリー作家）
- 福島直樹（就職コンサルタント）
- 中川淳一郎（PRプランナー、フリーライター、編集者）
- 中谷彰宏(作家、俳優)
- 藤巻直哉(藤岡藤巻、ミュージシャン)
- 筧裕介（デザイナー、慶応大特任教授、イシュープラスデザイン理事長、日本計画行政学会学会奨励賞、グッドデザイン賞）
- 鷲田祐一（一橋大学大学院経営管理研究科教授）
- 田邊博崇（元モデル）
- スージー鈴木（音楽評論家、野球評論家）
- 原田曜平（若者研究家）
- 山本直人（著述業）
- 佐々木圭一（コピーライター）
- 本間龍（ノンフィクション作家）
- 後藤明生（小説家）
- 宮川清（星城大学経営学部元教授）
- 木下富美子（東京都議会議員）
- 梶本雄介（アルファポリス創業者・社長）

### 博報堂出身のクリエイター
- 大貫卓也（アートディレクター）
- 鈴木聡（脚本家・演出家/コピーライター）
- 佐藤可士和（アートディレクター）
- 前田知巳（コピーライター）
- 箭内道彦（クリエイティブディレクター/風とロック 代表）
- 佐野研二郎（アートディレクター）
- 森本千絵 (グラフィックデザイナー/アートディレクター)
- 久古はる香
- 三浦崇宏（株式会社GO代表、クリエイティブディレクター、作家）
- 宮坂淳（アートディレクター/グラフィックデザイナー）